# Абдурахманов, Базарбай
Базарбай Абдурахманов (род. 9 октября 1930) — советский хозяйственный, государственный и политический деятель. Герой Социалистического Труда.

## Биография
Родился в 1930 году в кишлаке Кургантепа. Член КПСС с 1955 года.
С 1948 года — на хозяйственной, общественной и политической работе. В 1948—1990 годах — агроном, инструктор Кургантепинского райкома КП Узбекистана. Главный агроном, директор совхоза-техникума «Савай» Кургантепинского района Андижанской области.
Указом Президиума Верховного Совета СССР от 10 декабря 1973 года присвоено звание Героя Социалистического Труда с вручением ордена Ленина и золотой медали «Серп и Молот».
Избирался депутатом Верховного Совета Узбекской ССР 8-го и 9-го созывов (1971—1979).
Живёт в Узбекистане.